# Touchstone (Zvezdna vrata SG-1)
Touchstone je naslov epizode znanstveno-fantastične serije Zvezdna vrata, v kateri neznana ekipa pod lažnim imenom SG-1 s planeta Madrona ukrade kamen, ki na planetu ureja vreme. Zaradi tega se prebivalci znajdejo v življenjski nevarnosti. Najvišji madronski svečenik za krajo obtoži prvo ekipo SG-1. Kmalu ugotovijo, da je za krajo odgovorna druga ekipa zvezdnih vrat, ki je uradno razpadla.